# Château de Bruzac
Le château de Bruzac est un château français implanté sur la commune de Saint-Pierre-de-Côle, dans le département de la Dordogne, en région Nouvelle-Aquitaine.
À l'état de ruines, il est en fait composé de deux anciens châteaux juxtaposés. Il domine la vallée de la Côle qui coule juste à ses pieds.
Le château est visitable.

## Historique
Le premier seigneur de Bruzac, Hélie Flamenc, apparaît en 1040 dans un acte de donation à l'abbaye d'Uzerche qu'il fait avec sa femme, Attiburge, sœur de l'évêque de Limoges. Son fils, Guy, est mentionné comme donateur au monastère de Vigeois en 1112 et 1143.
Par un acte passé en 1243, Gui VI, vicomte de Limoges, reconnaît qu'il tient de l'évêque d'Angoulême la moitié du château et de l'honneur de Bruzac.
Au siècle suivant, en 1244, à la suite d'un héritage, les frères Flamenc se partagent le site. C'est sans doute à partir de cette date que deux châteaux vont se côtoyer à Bruzac. En 1258, un litige oppose les vicomtes de Limoges et ceux de Rochechouart pour la suzeraineté de la co-seigneurie.
Guy VI, vicomte de Limoges, récupère le Bas-Bruzac et ses seigneurs, Raoul et Bernard Flamenc, entrent dans sa vassalité. Aimery IX, vicomte de Rochechouart, récupère le Haut-Bruzac et son seigneur, Hélie Flamenc. À la fin du XIIIe siècle, le Bas-Bruzac n'est plus aux mains des Flamenc, car il appartient désormais à un certain Hélie de Neuville.
Durant la guerre de Cent Ans, les Anglais occupent les lieux avant d'en être chassés en 1404-1405 par le seigneur d'Albret, connétable de France. En 1451, le vicomte de Limoges reconnaît que la terre de Haut-Bruzac relève de la vicomté de Rochechouart.
Au cours de l'année 1547, Jean de Gontrand, seigneur de Biron et de Bruzac depuis six ans, cède le Bas-Bruzac à Geoffroy de la Marthonie. Mais en 1583, le futur Henri IV le donne à son conseiller, Philippe Duplessis-Mornay et en dépossède ainsi la famille de La Marthonie. Celle-ci est de nouveau mentionnée comme propriétaire en 1667. Par mariage, le Bas-Bruzac passe à la famille du baron de Beynac, puis au comte de Bonneval - César Phœbus François - en 1764 et à la famille de Beaumont du Repaire, Christophe Marie de Beaumont du Repaire (1732-1802) est marié à Marie-Claude de Beynac (1732-1802), héritière de Marie de La Marthonie, en 1773. À la Révolution française, les propriétaires du château ayant émigré en 1793, il est abandonné, et devient une carrière de pierre.
Pierre-Henri Ribault de Laugardière remarque que le château du Haut-Bruzac est occupé en 1602 par Jean de Marqueyssac et qu'il n'a donc pas été détruit par les protestants. En l'absence de documents, il émet l'hypothèse que pendant la Fronde, entre 1651 et 1653, la région étant tenue par les troupes du prince de Condé, le château a dû être démantelé, puis a servi de carrière de pierre après 1793.

## Protection
Les ruines du château sont inscrites au titre des monuments historiques le 27 septembre 1948.

## Galerie de photos

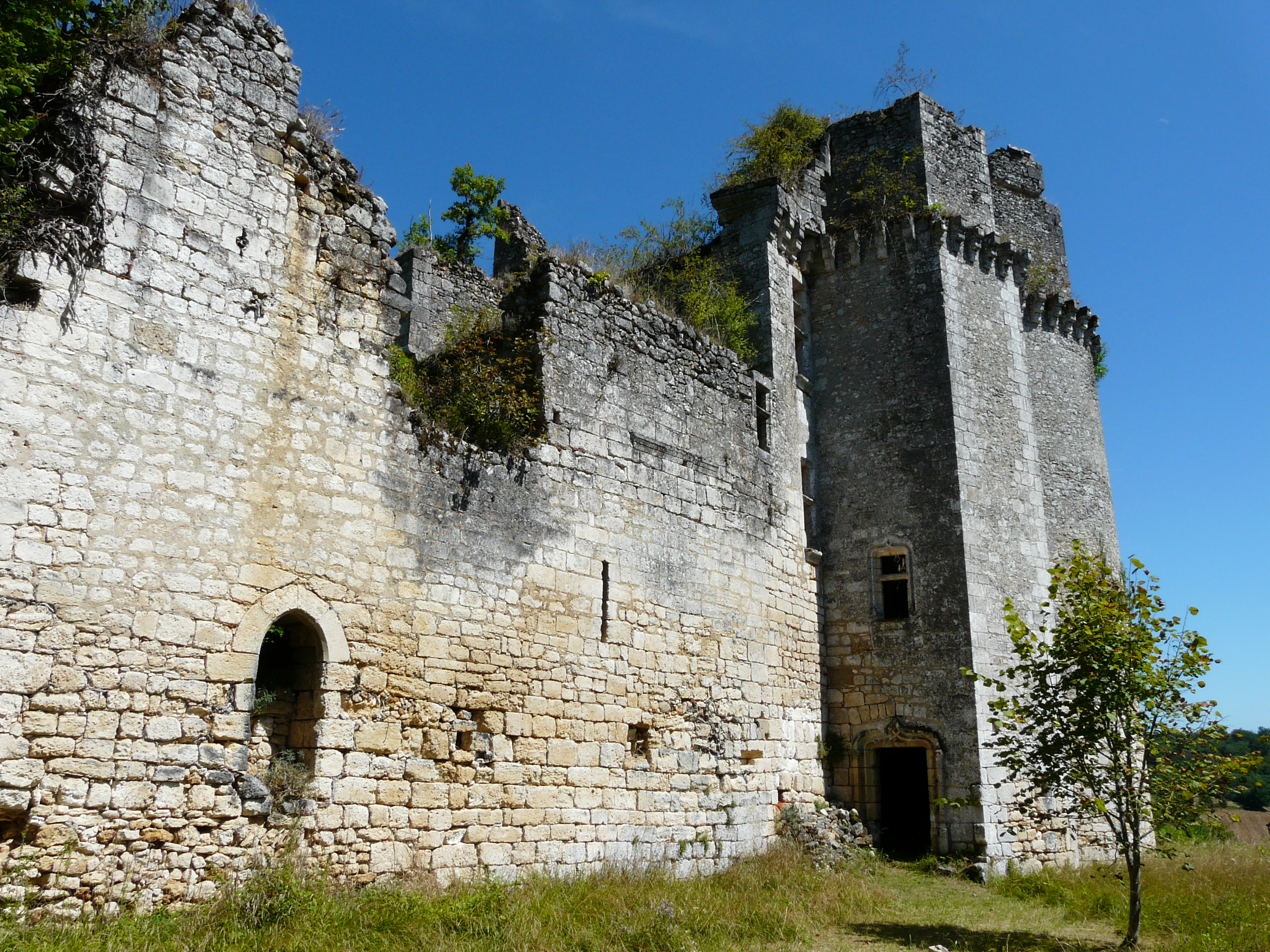
Les ruines de Bas-Bruzac
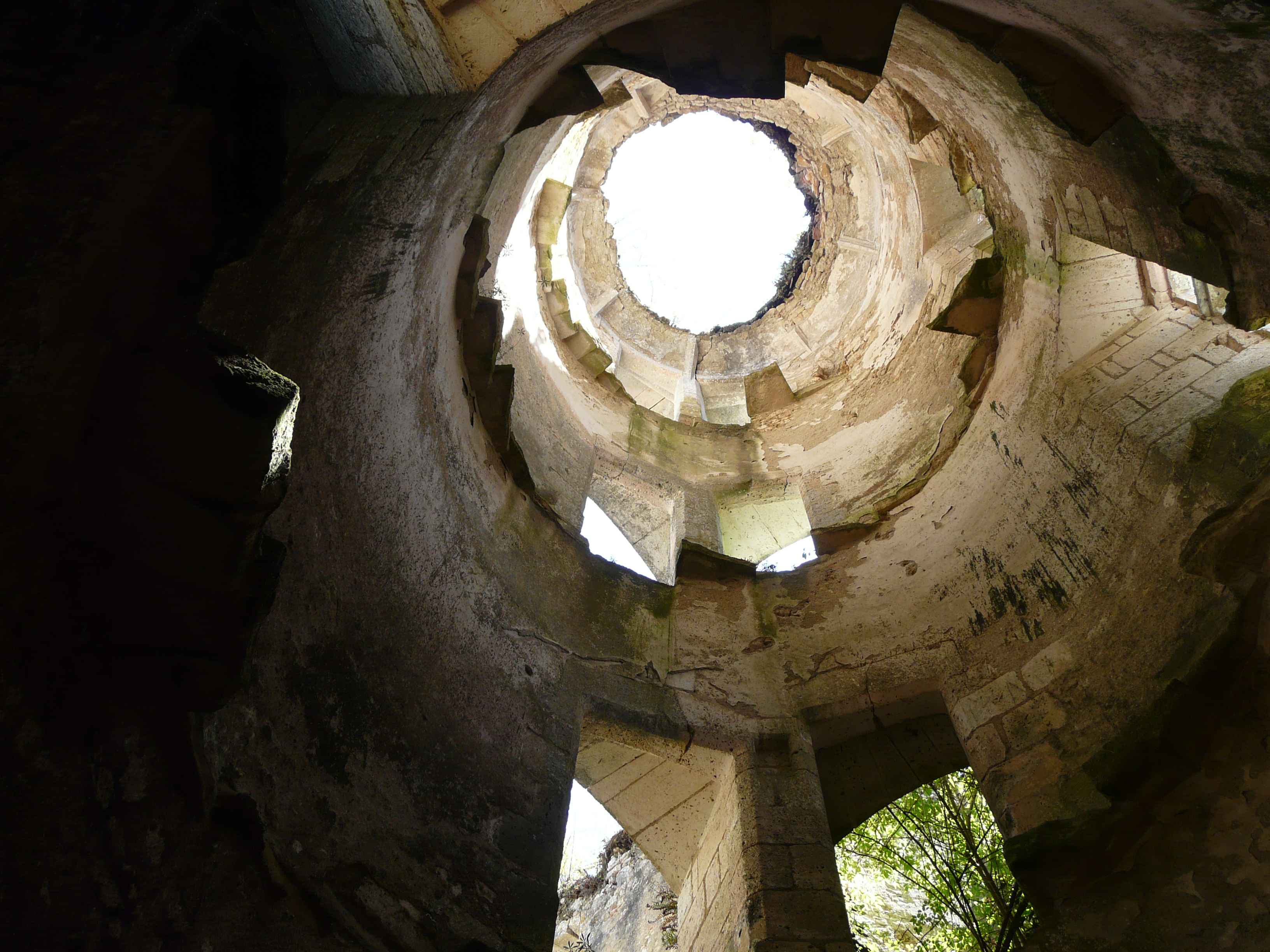
L'intérieur de la tour de Bas-Bruzac
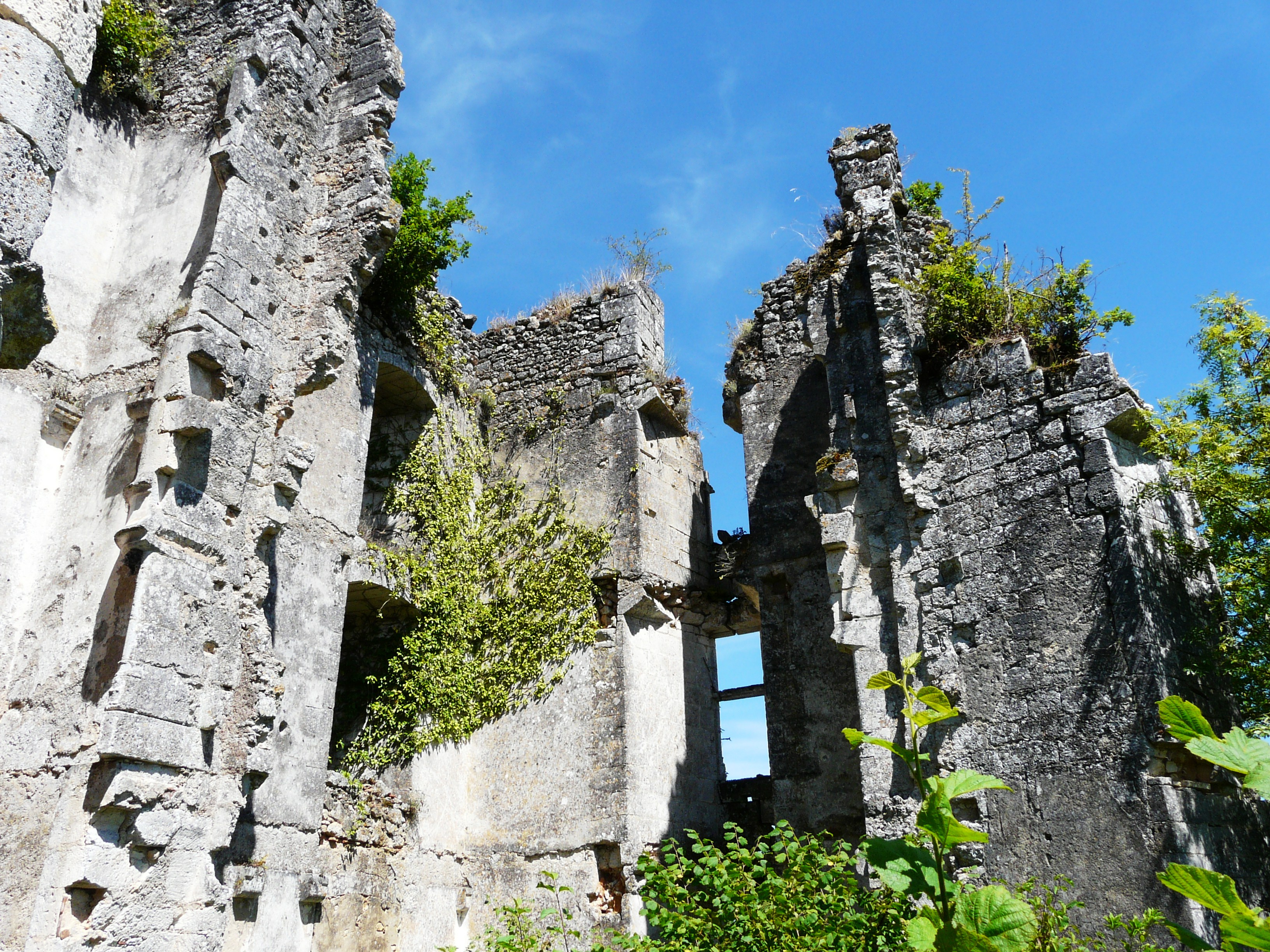
Les ruines de Haut-Bruzac
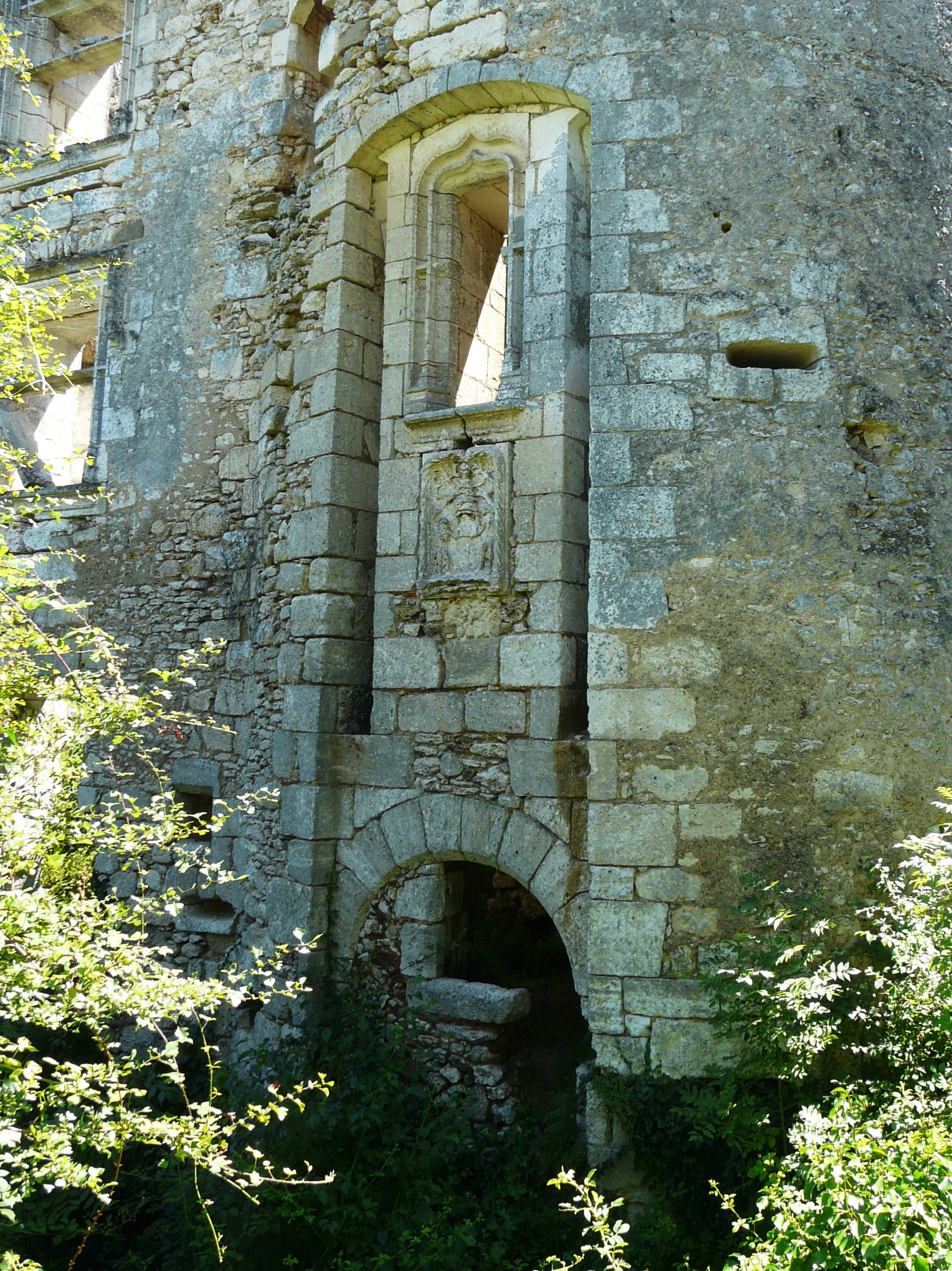
L'emplacement de l'ancien pont-levis de Haut-Bruzac